# Good time (ASKAの曲)
「good time」（グッド・タイム）は、ASKAの楽曲。自身の8作目のシングルとして、2000年7月12日に発売された。発売元はヤマハミュージックコミュニケーションズ。

## 背景・リリース
本作からマキシシングルとなり、ヤマハミュージックコミュニケーションズから発売された。
この年ASKAはソロ・アルバムの制作に取り掛かっていたが、制作作業の遅れとCHAGE and ASKAとして韓国ソウルでの親善コンサート開催の話が飛び込んできたことなどによって制作中止となった。
10月からはコンサートツアー『ASKA CONCERT TOUR GOOD TIME』を開催した。なお、ASKAは翌年以降、作詞・作曲者としての名義を「ASKA」に統一したため、「飛鳥涼」名義で発表した最後の作品となった。

## 収録曲
| 全作詞・作曲: 飛鳥涼。 |                                                    |           |            |                  |      |
| #                      | タイトル                                           | 作詞      | 作曲・編曲 | 編曲             | 時間 |
| 1.                     | 「good time」                                      | 飛鳥涼    | 飛鳥涼     | 飛鳥涼           | 4:58 |
| 2.                     | 「judge by myself」                                | 飛鳥涼    | 飛鳥涼     | 飛鳥涼、松本晃彦 | 3:59 |
| 3.                     | 「good life (instrumental featuring "good time")」 | 飛鳥涼    | 飛鳥涼     | 飛鳥涼           | 7:13 |
| 合計時間:              | 合計時間:                                          | 合計時間: | 16:10      |                  |      |

## 楽曲解説
1. good time
自身出演の日本電気 CMソング。また、日本テレビ系『知ってるつもり?!』エンディングソング。
ソロ・シングルとしては久々のバラード曲。「今までとは違うバラードにしたい」というこだわりで作られた[2]。
ASKAが初めて単独で編曲を手掛けた楽曲である。
2. judge by myself
インターネットを題材とした楽曲である[3]。
この楽曲は現在もアルバム未収録。
3. good life (instrumental featuring "good time")
「good time」を基調としたインストゥルメンタルである。コンサートツアー『ASKA CONCERT TOUR GOOD TIME』のオープニングで使用された。
このバージョンは現在もアルバム未収録。

## 収録アルバム
国内盤
- SCENE III (#1)※アルバム・ミックス

海外盤
- Asian Communications Best (#1)